# Pheidole nasutoides
Pheidole nasutoides är en myrart som beskrevs av Hoelldobler och Wilson 1992. Pheidole nasutoides ingår i släktet Pheidole och familjen myror. Inga underarter finns listade i Catalogue of Life.